# Požeški Brđani
Požeški Brđani (1900-ig Brđani, 1910-től 1981-ig Brđani Požeški) falu Horvátországban Pozsega-Szlavónia megyében. Közigazgatásilag Bresztováchoz tartozik.

## Fekvése
Pozsegától légvonalban 10, közúton 14 km-re északnyugatra, községközpontjától légvonalban 6, közúton 7 km-re északra, Szlavónia középső részén, Perenci és Skenderovci között fekszik.

## Története
A középkorban a velikei uradalom része volt. A török uralom idején muzulmán lakossága volt, akik 1687-ben a felszabadító harcok elől Boszniába menekültek. A helyükre 1697 körül Boszniából pravoszláv szerbek érkeztek. A 18. században és a 19. században újabb szerb családok költöztek a településre. Az első katonai felmérés térképén „Dorf Berdjani” néven látható. Lipszky János 1808-ban Budán kiadott repertóriumában „Bergyani” néven szerepel. Nagy Lajos 1829-ben kiadott művében „Bergyani” néven 26 házzal és 129 ortodox vallású lakossal találjuk. 1857-ben 114, 1910-ben 170 lakosa volt. 1910-ben a népszámlálás adatai szerint lakosságának 91%-a szerb, 5%-a német, 3%-a magyar anyanyelvű volt. Pozsega vármegye Pozsegai járásának része volt. Az első világháború után 1918-ban az új szerb-horvát-szlovén állam, majd később (1929-ben) Jugoszlávia része lett. 1964-ben kapott elektromos áramot. 1991-ben lakosságának 84%-a szerb, 10%-a horvát nemzetiségű volt. 2011-ben 66 lakosa volt.

## Lakossága
| Lakosság változása | Lakosság változása | Lakosság változása | Lakosság változása | Lakosság változása | Lakosság változása | Lakosság változása | Lakosság változása | Lakosság változása | Lakosság változása | Lakosság változása | Lakosság változása | Lakosság változása | Lakosság változása | Lakosság változása | Lakosság változása |
| ------------------ | ------------------ | ------------------ | ------------------ | ------------------ | ------------------ | ------------------ | ------------------ | ------------------ | ------------------ | ------------------ | ------------------ | ------------------ | ------------------ | ------------------ | ------------------ |
| 1857               | 1869               | 1880               | 1890               | 1900               | 1910               | 1921               | 1931               | 1948               | 1953               | 1961               | 1971               | 1981               | 1991               | 2001               | 2011               |
| 114                | 123                | 103                | 126                | 166                | 170                | 163                | 185                | 153                | 141                | 130                | 105                | 76                 | 73                 | 82                 | 66                 |